# Општина Ватава (Муреш)
Ватава (рум. Vătava) општина је у Румунији у округу Муреш.
Oпштина се налази на надморској висини од 554 m.